# Hieracium sect. Subsabauda
La sezione  Hieracium sect. Subsabauda   Gremli è una sezione di piante angiosperme dicotiledoni del genere Hieracium della famiglia delle Asteraceae.

## Etimologia
Il nome del genere deriva dalla parola greca hierax o hierakion (= sparviere, falco). Il nome del genere è stato dato inizialmente dal botanico francese Joseph Pitton de Tournefort (1656 - 1708) rifacendosi probabilmente ad alcuni scritti del naturalista romano Gaio Plinio Secondo (23 - 79) nei quali, secondo la tradizione, i rapaci si servivano di questa pianta per irrobustire la loro vista. Il nome della sezione (Subsabauda) fa riferimento alla Savoia probabile origine di alcune specie di questa sezione.
Il nome scientifico della sezione è stato definito dal botanico August Gremli (1833-1899).

## Descrizione
Habitus. La forma biologica prevalente è emicriptofita scaposa (H scap), ossia in generale sono piante erbacee (e aromatiche), a ciclo biologico perenne, con gemme svernanti al livello del suolo e protette dalla lettiera o dalla neve, inoltre spesso hanno l'asse fiorale eretto e privo di foglie (piante scapose), oppure le foglie basali sono assenti alla fioritura. Le specie di questo gruppo sono piante di tipo afillopode (raramente hypofillopode). Queste piante sono anche provviste di lattice (i vasi latticiferi sono anastomizzati), ma sono prive di stoloni.
Radici. Le radici sono secondarie da rizoma.
Fusto. La parte aerea del fusto è eretta o ascendente, in basso è più o meno legnoso, la colorazione è verde-rossastra. La superficie può essere sia glabra che pelosa. Le piante di questa sezione possono raggiungere un'altezza massima di 60 – 80 cm (raramente raggiungono i 10 dm). La parte sotterranea spesso è un fittone.
Foglie. Le foglie sono principalmente cauline (da 20 a 30) disposte in modo alternato; quelle inferiori all'antesi spesso sono necrosate. La lamina è intera con forme da ellittiche a ampiamente lanceolate. I bordi possono essere continui o variamente dentati (anche profondamente, ma raramente sono lobati). La superficie può essere glabra o variamente pubescente. Le foglie basali (o inferiori) sono alato-picciolate; quelle superiori sono arrotondate fino a semi-amplessicauli. I piccioli,  glabri o pelosi, sono sempre ben visibili.
Infiorescenza. La sinflorescenza è del tipo paniculata con 8 - 12 rami e diversi capolini (in totale da 15 a 35). L'acladio è di 1 – 2 cm. Le infiorescenze vere e proprie (il capolino) sono formate da un peduncolo (glabro o peloso, è sempre ben visibile), sotteso da 2 - 4 brattee fogliacee, che sorregge un involucro composto da diverse brattee (o squame) disposte su 2 serie in modo embricato, all'interno delle quali un ricettacolo fa da base ai fiori tutti ligulati. L'involucro ha delle forme semi-ellissoidi; la pubescenza sull'involucro è formata da peli ghiandolari, semplici e stellati (in alternanza) da sparsi a densi. Le brattee si dividono in esterne e interne; sono disposte irregolarmente appressate su due file (non embricate), con apici da subottusi fino ad acuti. Il ricettacolo è nudo, ossia senza pagliette a protezione della base dei fiori, e alveolato (il margine degli alveoli è brevemente cigliato o ghiandoloso-dentato). Dimensione dell'involucro: 9 – 11 mm.
Fiori. I fiori (da 6 a 150) sono tutti del tipo ligulato, tetra-ciclici (ossia sono presenti 4 verticilli: calice – corolla – androceo – gineceo) e pentameri (ogni verticillo ha 5 elementi). I fiori sono inoltre ermafroditi e zigomorfi. In alcuni casi i fiori femminili sono "stilosi".
- Formula fiorale:

*/x K {\displaystyle \infty }, [C (5), A (5)], G 2 (infero), achenio
- Calice: i sepali del calice sono ridotti ad una coroncina di squame.
- Corolla: le corolle sono formate da un tubo e da una ligula terminante con 5 denti; il colore è giallo. Le ligule sono lunghe oltre l'involucro e spesso sono glabre o cigliate.
- Androceo: gli stami sono 5 con filamenti liberi, mentre le antere sono saldate in un manicotto (o tubo) circondante lo stilo.[15] Le antere alla base sono acute. Il polline è tricolporato.[16]
- Gineceo: lo stilo è giallo (o più o meno scuro), è filiforme e peloso sul lato inferiore; gli stigmi dello stilo sono due divergenti. L'ovario è infero uniloculare formato da 2 carpelli. La superficie stigmatica è posizionata internamente (vicino alla base).[17]

Frutti. I frutti sono degli acheni con pappo. Gli acheni, colorati di castano chiaro fino a scuro (bruno-rossastro), sono a forma colonnare-obconica (o più o meno cilindrica) e sono ristretti alla base (e ingrossati all'apice), mentre la superficie (liscia o appena rugosa) è provvista di 8 - 10 coste che nella parte apicale confluiscono in un orlo anulare. Il pappo è formato 20 a 80 setole biancastre (o giallastre) semplici disposte su due serie (quelle interne sono più lunghe e più rigide, quelle esterne sono fragili). Dimensione degli acheni: 3,8 – 4 mm.

## Biologia
Antesi: la fioritura in generale è avanzata fino all'autunno.

Impollinazione: l'impollinazione avviene tramite insetti (impollinazione entomogama tramite farfalle diurne e notturne).

Riproduzione: la fecondazione avviene fondamentalmente tramite l'impollinazione dei fiori (vedi sopra).

Dispersione: i semi (gli acheni) cadendo a terra sono successivamente dispersi soprattutto da insetti tipo formiche (disseminazione mirmecoria). In questo tipo di piante avviene anche un altro tipo di dispersione: zoocoria. Infatti gli uncini delle brattee dell'involucro (se presenti) si agganciano ai peli degli animali di passaggio disperdendo così anche su lunghe distanze i semi della pianta.

## Distribuzione e habitat
La distribuzione è relativa alle Alpi occidentali con habitat tipici dei margini dei boschi.

## Tassonomia
La famiglia di appartenenza di questa voce (Asteraceae o Compositae, nomen conservandum) probabilmente originaria del Sud America, è la più numerosa del mondo vegetale, comprende oltre 23.000 specie distribuite su 1.535 generi, oppure 22.750 specie e 1.530 generi secondo altre fonti (una delle checklist più aggiornata elenca fino a 1.679 generi). La famiglia attualmente (2021) è divisa in 16 sottofamiglie.

### Filogenesi
Il genere di questa voce appartiene alla sottotribù Hieraciinae della tribù Cichorieae (unica tribù della sottofamiglia Cichorioideae). In base ai dati filogenetici la sottofamiglia Cichorioideae è il terz'ultimo gruppo che si è separato dal nucleo delle Asteraceae (gli ultimi due sono Corymbioideae e Asteroideae). La sottotribù Hieraciinae fa parte del "quinto" clade della tribù; in questo clade è posizionata alla base ed è "sorella" al resto del gruppo comprendente, tra le altre, le sottotribù Microseridinae e Cichoriinae. Il genere  Hieracium (insieme al genere Pilosella) costituisce il nucleo principale della sottotribù Hieraciinae e formano (insieme ad altri generi minori) un "gruppo fratello" posizionato nel "core" delle Hieraciinae.
Il genere Hieracium è un genere estremamente polimorfo con maggioranza di specie apomittiche. Di questo genere sono descritte circa 1000 specie sessuali e oltre 3000 specie apomittiche, delle quali circa 250 e più sono presenti nella flora spontanea italiana.
I caratteri distintivi per il genere Hieracium sono:
- le piante non sono tutte vischiose;
- i fusti e le foglie hanno peli semplici o ghiandolari;
- i capolini sono numerosi;
- il colore dei fiori in genere è giallo carico;
- i rami dello stilo sono lunghi;
- le coste dell'achenio confluiscono in un anello;
- il pappo è formato da due serie di setole.

Le specie di questo genere, provviste di molte sottospecie, formano degli aggregati o sezioni con diverse specie incluse, altre sono considerati "intermediare" (o impropriamente ibridi in quanto queste specie essendo apomittiche non si incrociano e quindi non danno prole feconda) con altre specie. A causa di ciò si pongono dei problemi di sistematica quasi insolubili e per avere uno sguardo d'insieme su questa grande variabilità può essere necessario assumere un diverso concetto di specie. Qui in particolare viene seguita la suddivisione in sezioni del materiale botanico così come sono elencate nell'ultima versione della "Flora d'Italia".
La sezione XL  Subsabauda, insieme alle sezioni Aestiva e Symphytacea, rappresenta un gruppo di forme di passaggio tra i Prenanthoidea e altri Hieracium afillopodi. I caratteri distintivi per le specie di questa sezione sono:
- le specie di questo gruppo sono piante di tipo afillopode (raramente hypofillopode);
- le foglie cauline sono numerose (da 7 a 25); quelle inferiori all'antesi spesso sono necrosate;
- le foglie basali (o inferiori) sono alato-picciolate; quelle superiori sono arrotondate fino a semi-amplessicauli;
- i piccioli e gli involucri, glabri o pelosi, sono sempre ben visibili;
- le sinflorescenze sono panicolate;
- le brattee dell'involucro sono disposte irregolarmente appressate su due file (non embricate), con apici da subottusi fino ad acuti;
- la pubescenza sull'involucro è formata da peli ghiandolari, semplici e stellati (in alternanza) da sparsi a densi;
- gli acheni hanno delle dimensioni tra 3 e 4,5 mm e una colorazione da paglierina a castana;
- la fioritura è avanzata fino all'autunno

Il numero cromosomico delle specie della sezione è: 2n = 36 (specie diploidi, triploidi, tetraploidi e pentaploidi).

### Specie della flora italiana
Nella flora spontanea italiana, per la sezione di questa voce, sono presenti le seguenti specie (principali e secondarie o derivate):
Specie principale. Hieracium lycopifolium  Froel., 1838 - Sparviere con foglie di erba-sega: l'altezza massima della pianta è di 60 – 90 cm (massimo 120 cm); il ciclo biologico è perenne; la forma biologica è emicriptofita scaposa (H scap); il tipo corologico è Ovest Europeo; l'habitat tipico sono i bordi delle selve e dei boschi; in Italia è una specie rara e si trova nelle Alpi occidentali (e Abruzzo) fino ad una quota compresa tra 600 e 1.700 m s.l.m.. Per questa specie sono riconosciute 8 sottospecie (5 sono presenti in Italia).
Caratteri principali: i caratteri sono intermedi tra la specie H. sabaudum e la specie H. prenanthoides; le foglie medie e superiori sono brevemente attenuate nel picciolo, o sono semi-amplessicauli; i peli stellati sulle brattee dell'involucro sono da sparsi a densi soprattutto sui margini.
Specie principale. Hieracium taurinense   Jord., 1849 - Sparviere di Torino: l'altezza massima della pianta è di 60 – 80 cm (massimo 100 cm); il ciclo biologico è perenne; la forma biologica è emicriptofita scaposa (H scap); il tipo corologico è Endemico; l'habitat tipico sono i bordi delle boscaglie e dei castagneti; in Italia è una specie rara e si trova in Piemonte e Liguria fino ad una quota compresa tra 500 e 1.000 m s.l.m.. Per questa specie sono riconosciute 4 sottospecie (2 sono presenti in Italia).
Caratteri principali:  i caratteri sono intermedi tra la specie H. racemosum e la specie H. lycopifolium; le foglie medie sono brevemente attenuate nel picciolo, o sono arrotondate o sono sub-amplessicauli, le superiori sono arrotondate e sessili; i peli stellati sulle brattee dell'involucro sono densi e tutti sui dorsi.
Specie secondarie collegate a Hieracium taurinense:
| Specie                                      | Caratteri                                               | Habitat         | Distribuzione italiana    | Sottospecie |
| ------------------------------------------- | ------------------------------------------------------- | --------------- | ------------------------- | ----------- |
| Hieracium pseudocorymbosum Gremli, 1883[25] | Tra la specie H. umbellatum e la specie H. lycopifolium | Boschi          | Valle del Po - Molto rara |             |
| Hieracium bastrerianum Zahn, 1916[26]       | Tra la specie H. brevifolium e la specie H. taurinense  | Pendii rupestri | Pramollo - Molto rara     |             |
| Hieracium truttae Gottschl., 2017[27]       |                                                         | Boschi          | Friuli - Molto rara       |             |